# Franz Mühlenberg
Franz Mühlenberg (* 19. Mai 1894 in Aachen; † 16. Februar 1976 in Würselen) war ein deutscher Politiker der CDU.

## Leben und Beruf
Nach dem Besuch der Volksschule und einer Ausbildung war Mühlenberg Nadler. Er engagierte sich im katholischen Jungmännerverein im Christlichen-Metallarbeiter-Verband und war in der Vitus-Heller-Bewegung aktiv. Am 14. November 1914 wurde er zum Wehrdienst in die 4. Kompanie des Infanterieregiment 69 eingezogen und im Ersten Weltkrieg eingesetzt. Seine Kriegserfahrungen machten aus ihn einen Pazifisten und er schloss sich der Deutschen Friedensgesellschaft an.

## Partei
Mühlenberg war in der Weimarer Republik zunächst Mitglied der Deutschen Zentrumspartei, verließ diese jedoch 1926, weil er sich als Arbeiter dort nicht mehr vertreten fühlte. 1945 beteiligte er sich an der Gründung der CDU zunächst in der Stadt Würselen und ein Jahr später im Landkreis Aachen. Dort war er von 1953 bis 1957 Kreisvorsitzender der Partei. Darüber hinaus war Mühlenberg als ein vom US-Militär ernannter Stadtrat im Entnazifizierungsausschuss tätig.

## Abgeordneter
Mühlenberg war Mitglied des Stadtrates in Würselen und des Kreistages im Landkreis Aachen, wo er stellvertretender CDU-Fraktionsvorsitzender war. Er gehörte dem Deutschen Bundestag von dessen erster Wahl 1949 bis 1961 an. Er vertrat den Wahlkreis Aachen-Land im Parlament und wurde dort stets direkt, zuletzt (1957) mit 61,2 % der Erststimmen, gewählt.

## Ehrungen
Für seinen gesellschaftspolitischen Einsatz wurde Mühlenberg 1961 durch den Bundespräsidenten Heinrich Lübke mit dem Großen Bundesverdienstkreuz des Verdienstordens ausgezeichnet. Des Weiteren erhielt er im Jahr 1969 für sein besonderes ehrenamtliches Engagement mit katholischem Bezug von Papst Paul VI. den päpstlichen Silvesterorden hinzu. Schließlich folgte 1970 noch die Überreichung des Ehrenringes der Stadt Würselen.